# Xylodectes ornatus
Xylodectes ornatus är en skalbaggsart som först beskrevs av Pierre Lesne 1897.  Xylodectes ornatus ingår i släktet Xylodectes och familjen kapuschongbaggar. Inga underarter finns listade i Catalogue of Life.

## Bildgalleri

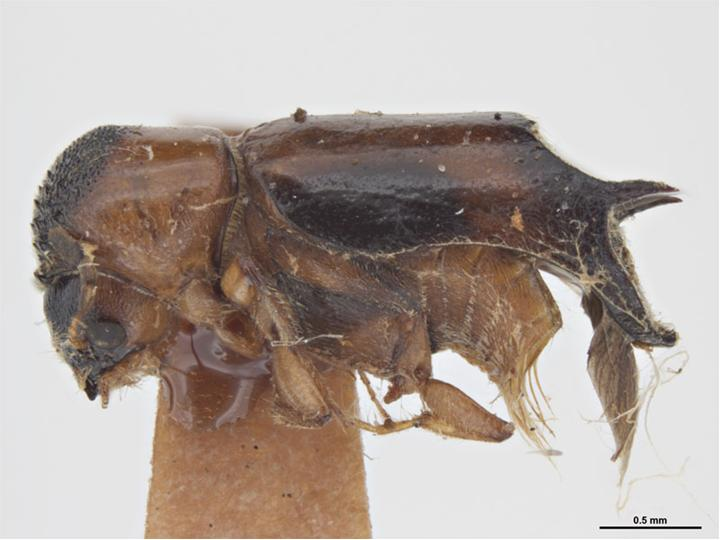